# De nozem en de non (ep)
De nozem en de non (Metronome MEP 9138) från 1966 Cornelis Vreeswijks första EP-skiva på nederländska. Den gav också ut 1972 som Elf Provincien ELF67 39-H.

## Låtlista
- Sid A

1. "De nozem en de non"
2. "Waar gaan wij naar toe na onze dood"

- Sid B

1. "De papeggai van tante Sjaan"
2. "Grimas voor de maan"